# 조직체
조직체(組織體)는 한 생물 개체의 장기 안의 조직에서 모든 세포 및 조직에 특화된 유전자 및 단백질의 총체를 말한다.

## 같이 보기
- 유전체
- 단백체
- 상호작용체